# 乌尔古电影院
乌尔古电影院是蒙古国首都乌兰巴托的一家电影院。

## 简介
乌尔古电影院是蒙古国主要的电影院之一。
该电影院于1987年由苏联的Mosproekt设计兴建。在私有化之后，从1998年至2006年，该电影院的拥有者为New Tour Safaris，但是由于观众减少，该电影院不得不关门。2007年，该电影院在Warner Bros. International Cinema的建议下进行了建筑翻新以及设备更新，由Urgoo Cinema Co.投资。2009年4月17日，该电影院全新亮相。此后，该电影院每天在五个放映厅放映美国及蒙古国电影。